# Anais do Bambu

Delimitados em verde, os domínios da dinastia Shang de acordo com os Anais do Bambu.

Os Anais do Bambu (em chinês: 竹書紀年; romaniz.: Zhúshū Jìnián), também chamados Anais Jizhong (em chinês: 汲冢紀年), são uma crônica da China Antiga. Começam na época lendária mais remota (o Imperador Amarelo) e estendem-se até 299 a.C., com os últimos séculos focados na história do Estado de Wei no período dos Reinos Combatentes. Abrangem, assim, um período similar ao dos Registros de Sima Qian (91 a.C.). O original foi perdido durante a dinastia Song, e o texto é conhecido em duas versões, um "texto atual" (ou "texto moderno") de autenticidade disputada e um "texto antigo" incompleto.

## História do texto
O texto original foi enterrado com o rei Xiang de Wei (m. 296 a.C.) e redescoberto em 281 d.C. (dinastia Jin Ocidental) na descoberta Jizhong. Por esta razão, a crônica sobreviveu à queima dos livros pelo imperador Qin Shihuang (221−210 a.C.). Outros textos recuperados da mesma tumba incluem Guoyu, I Ching e o Conto do Rei Mu. Eles foram escritos sobre pedaços de bambu, o material de escrita comum no período dos Reinos Combatentes, e é disto que o nome do texto deriva. As tiras foram organizadas na ordem e transcritas por estudiosos da corte, que identificaram o trabalho como a crônica do Estado de Wei. De acordo com Du Yu, que viu as tiras originais, o texto começa com a dinastia Xia, e usa uma série de calendários pré-Han. Contudo, registros indiretos posteriores afirmam que começa com o Imperador Amarelo. Esta versão, consistindo de 13 pergaminhos, foi perdida durante a dinastia Song. Uma versão de 3 rolos dos Anais é mencionada na História de Song (1345), mas sua relação com as outras versões é desconhecida.
A "versão atual" (em chinês: 今本; romaniz.: jīnběn) é uma versão de 2 rolos do texto impresso no final do século XVI. O primeiro rolo contém uma narrativa esparsa dos imperadores pré-dinásticos (começando com o Imperador Amarelo), a dinastia Xia e a dinastia Shang. A narrativa é intercalada com longas passagens sobre presságios, que são idênticas às passagens do Livro de Song, do final do século V. O segundo pergaminho contém um registro mais detalhado da história do Zhou Ocidental, o Estado de Jin e seu sucessor Estado de Wei, e não tem nenhuma passagem com presságios. Esta versão contou os anos de acordo com o ciclo do sexagenário, uma prática que começou na dinastia Han. Discrepâncias entre o texto e citações de textos mais antigos levaram estudiosos tais como Qian Daxin e Shinzo Shinjo a descartar a versão "atual" como uma falsificação, uma visão ainda muito difundida. Outros estudiosos, notadamente David Nivison e Edward Shaughnessy, argumentam que partes substanciais dele são cópias fiéis do texto original.
O "texto antigo" (em chinês: 古本; romaniz.: gǔběn) é uma versão parcial montada através de exame meticuloso de citações do original perdido em trabalhos pré-Song por Zhu Youzeng (final do século XIX), Wang Guowei (1917) e Fan Xiangyong (1956). Fang Shiming e Wang Xiuling (1981) sistematicamente coletaram todas as citações disponíveis, ao invés de seguir estudiosos mais antigos na tentativa de mesclar as formas variantes de uma passagem em um segundo texto. Os dois trabalhos que oferecem o maior número de citações, o Shui Jing Zhu (527) e o Shiji Suoyin de Sima Zhen (começo do século VIII), parecem ter se baseado em versões ligeiramente diferentes do texto.

## Tradução
A tradução para a língua inglesa de James Legge (1865) inclui a versão "atual" dos Anais em chinês. A tradução é descrita por Nivison como "boa e muito conveniente, mas não impecável".